# Јон Братијану
Јон К. Братијану (рум. Ion C. Brătianu, Питешти, 12. јун 1821 — Флорика, 16. мај 1891) је био румунски државник. Један је од најзначајнијих румунских политичара 19. века.

## Биографија
Рођен је у Питештију у Влашкој 1821. године. Учествовао је у Румунској револуцији 1848. године, те је обављао функцију префекта полиције у привременој влади формираној исте године. Након обнове турске (и руске) власти, побегао је из земље. Склонио се у Париз где је агитовао у корист аутономије подунавских кнежевина. Осуђен је 1854. године на новчану казну и три месеца касније. Вратио се 1856. године у Румунију са братом Димитријем Братијануом, након чега је био један од његових највећих политичких противника. У време владавине кнеза Кузе (1859—1866), био је један од истакнутих либералних вођа. Учествује у свргавању краља и доласку Карола Хоенцолерна на власт. У наредним годинама налазио се на челу више министарстава. Ухапшен је због учешћа у револуцији 1870. године, али је убрзо ослобођен. Основао је 1876. године либерални кабинет који је остао на власти у Румунији до 1888. године. Братијану спроводи реформе и ревидира устав. Умро је маја 1891. године.